# Linda Woolverton
Linda Woolverton (Long Beach, 19 dicembre 1952) è una sceneggiatrice e scrittrice statunitense.

## Carriera
Debutta nel mondo dello spettacolo nel 1984, quando inizia a scrivere i copioni per serie televisive e programmi per un pubblico infante.
Tra i lavori si citano il programma Ewok, i cartoni animati The Real Ghostbusters, Alvin rock 'n' roll, Cip & Ciop agenti speciali e DuckTales.
La Woolverton è stata lanciata sul grande schermo dalla Disney nel 1990, quando iniziò a scrivere la sceneggiatura basata sulla fiaba La bella e la bestia per un film d'animazione dall'omonimo titolo.
Il film ottiene un successo che sorprende persino i produttori, riuscendo a vincere 2 premi Oscar e a collocarsi come primo film d'animazione nella storia del cinema a ottenere l'ambita nomination come "Miglior Film".
Dopo aver scritto un B-movie nel 1993, per quattro anni si vede impegnata per un contratto legato con la Disney a scrivere due sceneggiature, quelle de Il re leone e Mulan. Anche questi due lungometraggi si rivelano un successo, in particolare il primo è stato il maggior successo economico per un film d'animazione Disney degli anni '90.
Tempo dopo viene chiamata per scrivere un adattamento in chiave musical de La bella e la bestia, che verrà poi presentato con molto successo a Broadway.
Sempre sotto l'ala della Disney, nel 2008, lavora assieme a Tim Burton per la stesura della sceneggiatura di Alice in Wonderland, uscito nelle sale nel 2010.
Nel 2010 scrive anche la sceneggiatura del film Maleficent, remake/spin-off del classico Disney La bella addormentata nel bosco.

### Riconoscimenti
All'edizione 1994 dei Tony Awards viene nominata per la categoria "Miglior testo per il musical ", premio poi andato a Passion di Stephen Sondheim.
Nel 1998, sempre per lo stesso lavoro viene nominata nella categoria "Miglior nuovo musical" all'edizioni dei Laurence Olivier Awards.

## Filmografia

### Sceneggiatrice

#### Cinema
- La bella e la bestia (Beauty and the Beast) (1991)
- In fuga a quattro zampe (Homeward Bound: The Incredible Journey) (1993)
- Il re leone (The Lion King) (1994)
- Arctic Tale (2007)
- Alice in Wonderland, regia di Tim Burton (2010)
- Maleficent, regia di Robert Stromberg (2014)
- Alice attraverso lo specchio (Alice Through the Looking Glass), regia di James Bobin (2016)
- Maleficent - Signora del male (Maleficent: Mistress of Evil), regia di Joachim Rønning (2019)

#### Teatro
- Aida – musical di Elton John e Tim Rice, rappresentato per la prima volta nel 1998

### Produttrice

#### Cinema
- Spellbound - L’incantesimo (Spellbound), regia di Vicky Jenson (2024)

#### Produttrice esecutiva
- Maleficent - Signora del male (Maleficent: Mistress of Evil), regia di Joachim Rønning (2019)

## Scritti
- Star Wind (1986)
- Running Before the Wind (1987)